# بوگاناک
بوگاناک (انگلیسی: Buganak) یک شهرک در شهرستان بلورتسکی باشقیرستان کشور روسیه است.